# Alcaracejos
Alcaracejos és un municipi de la província de Còrdova a la comunitat autònoma d'Andalusia, a la comarca de Valle de los Pedroches.

## Demografia
| Any  | Població | Densitat |
| 1996 | 1.478    | 8,35     |
| 1998 | 1.474    | 8,32     |
| 1999 | 1.474    | 8,32     |
| 2000 | 1.469    | 8,29     |
| 2001 | 1.430    | 8,07     |
| 2002 | 1.423    | 8,03     |
| 2003 | 1.428    | 8,06     |
| 2004 | 1.446    | 8,16     |
| 2005 | 1.472    | 8,31     |
| 2006 | 1.485    | 8,39     |

### Clima
| Estació Meteorològica d'Alcaracejos | Estació Meteorològica d'Alcaracejos | Estació Meteorològica d'Alcaracejos | Estació Meteorològica d'Alcaracejos | Estació Meteorològica d'Alcaracejos | Estació Meteorològica d'Alcaracejos | Estació Meteorològica d'Alcaracejos | Estació Meteorològica d'Alcaracejos | Estació Meteorològica d'Alcaracejos | Estació Meteorològica d'Alcaracejos | Estació Meteorològica d'Alcaracejos | Estació Meteorològica d'Alcaracejos | Estació Meteorològica d'Alcaracejos | Estació Meteorològica d'Alcaracejos |
| Període 1951-1992                   | Gen                                 | Feb                                 | Mar                                 | Abr                                 | Mai                                 | Jun                                 | Jul                                 | Ago                                 | Set                                 | Oct                                 | Nov                                 | Des                                 | Anual                               |
| ----------------------------------- | ----------------------------------- | ----------------------------------- | ----------------------------------- | ----------------------------------- | ----------------------------------- | ----------------------------------- | ----------------------------------- | ----------------------------------- | ----------------------------------- | ----------------------------------- | ----------------------------------- | ----------------------------------- | ----------------------------------- |
| Temperatura mitjana anual (°C)      | 07,0                                | 08,4                                | 11,1                                | 13,6                                | 17,8                                | 22,3                                | 26,9                                | 26,6                                | 23,2                                | 16,8                                | 10,8                                | 07,2                                | 16,0                                |
| Precipitació mitjana (mm)           | 55,7                                | 57,1                                | 50,2                                | 48,6                                | 38,6                                | 26,5                                | 11,3                                | 12,2                                | 18,5                                | 61,3                                | 57,8                                | 66,1                                | 503,9                               |